# Plaza de las Culturas
La plaza de las Culturas es un importante espacio público ubicado en el centro de la ciudad de La Paz. Colinda con las calles Potosí y Avenida Mariscal Santa Cruz.
la plaza, constituida alrededor de la Casa de la Cultura Franz Tamayo  tiene acceso a través de tres vías y es cercana a la Pasarela Pérez Velasco, el Mercado Lanza y la calle Comercio todos ellos espacios de gran actividad peatonal y comercial en el núcleo conocido como Casco Urbano Central.
En concordancia con el estilo y la materialidad del edificio cultural, la plaza fue remodelada durante 2012 y 2013 adquiriendo sus características actuales, el mobiliario y los pisos de la plaza se construyeron en concreto y piedra y presenta un área cubierta a través de una estructura metálica en forma de abanico Las paredes que la limitan presentan obras escultóricas contemporáneas desarrolladas por el maestro Ricardo Pérez Alcalá.

## Características

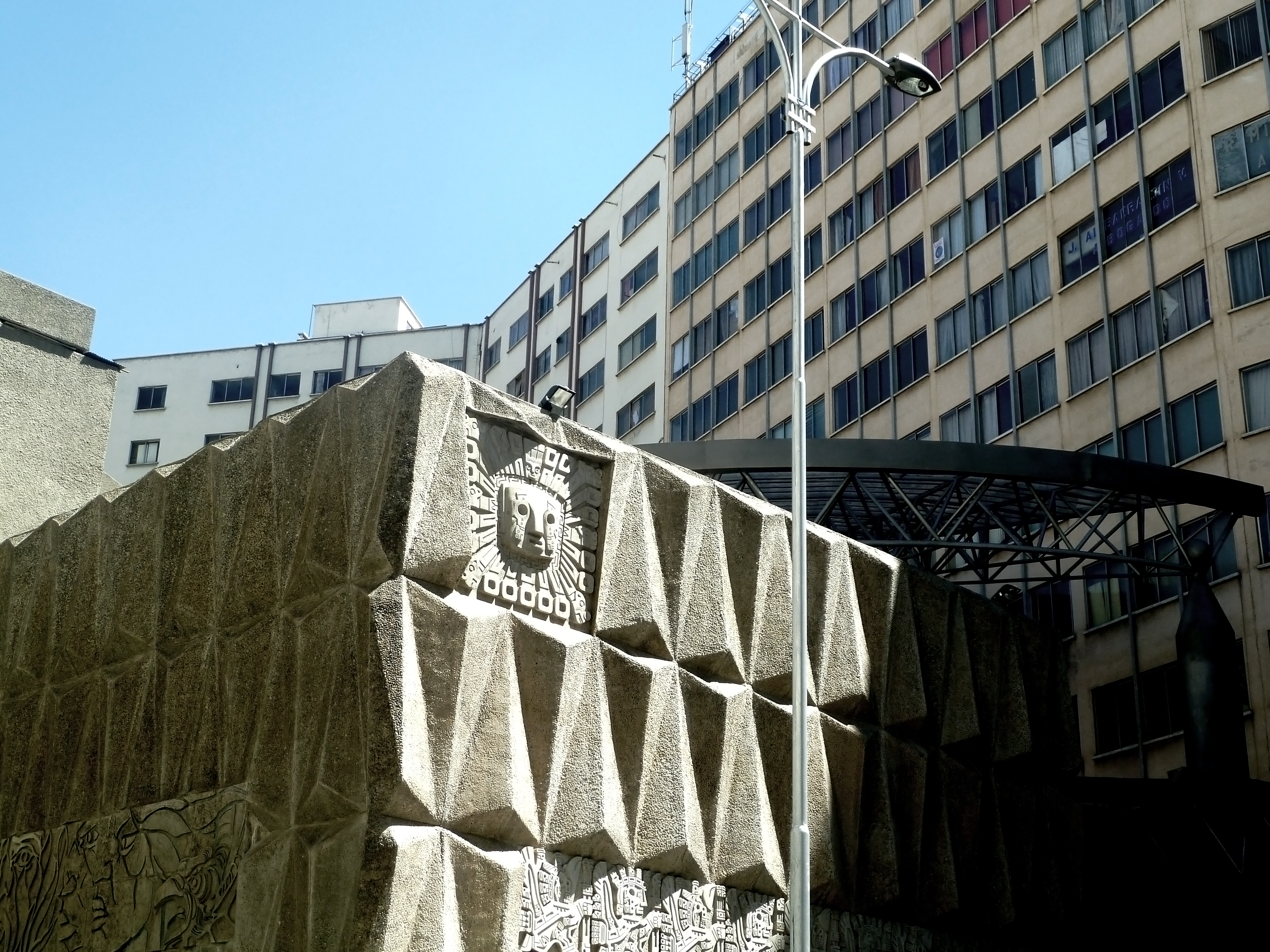
Pared lateral ornamentada con motivos Tiahuanacotas

La plaza de las culturas, posee dos sectores bien definidos,  el primero el ocupado por la fuente y el atrio, en la esquina formada por las calles Potosí y Genaro Sanjinez.Este sector suele utilizarse para ferias y exposiciones al aire libre. Lo limitan la pared lateral de la casa de la Cultura y las calles Sanjinés y Potosí.

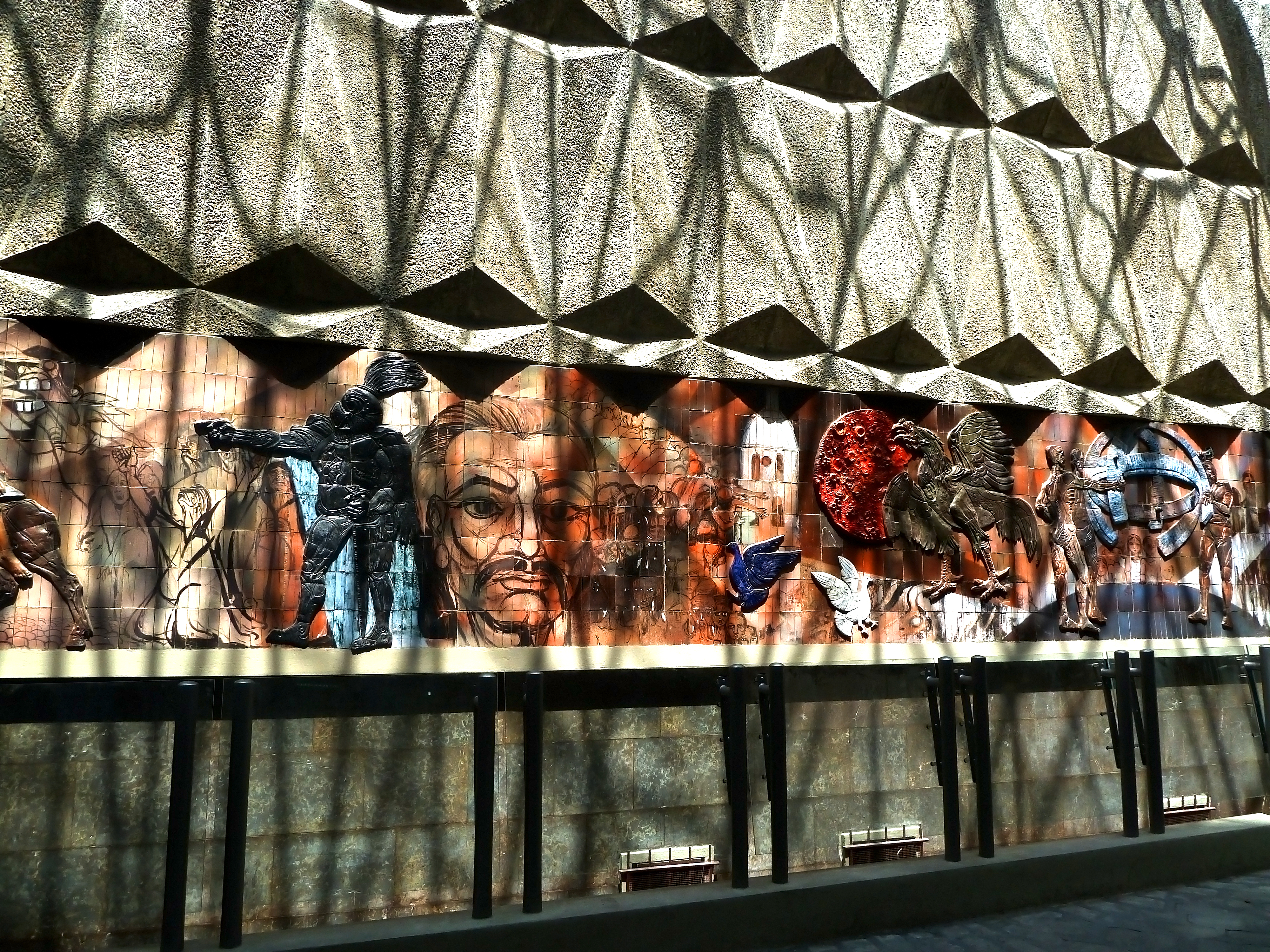
Mural en el segundo sector de la plaza

El segundo sector es el que conecta la avenida Mariscal Santa Cruz con las calles ya descritas,  este sector, cubierto por una estructura metálica incluye mobiliario urbano y su acceso es restringido durante las noches.
Por su cercanía con el nodo vehicular y peatonal constituido entre la Basílica de San Francisco  y la Avenida Montes es  un espacio altamente trasnsitado. 